# Les Sims 4 : Vivre ensemble
Les Sims 4 : Vivre ensemble (The Sims 4: Get Together) est le deuxième pack d'extension du jeu Les Sims 4. Il comprend un nouveau monde européen inspiré par l'Allemagne et la Norvège du nom de Windenburg, où les Sims peuvent aller en boîtes de nuit, de nouveaux endroits, et beaucoup de nouveaux sites ainsi que de nouveaux lieux de rencontre, clubs, cafés et de nouvelles interactions. Le thème est similaire pour Les Sims : Et plus si affinités..., Les Sims 2 : Nuits de folie, Les Sims 2: Quartier libre, et Les Sims 3 : Accès VIP.

## Développement
- Nouveau quartier : Windenburg
- Nouvelles compétences : danse et DJ[1]
- Nouveaux traits de caractères : dance machine et délit d'initié
- Nouvelles aspirations : chef de la meute
- Nouvelles options de jeu et de nouvelles interactions : les clubs
- Nouveaux objets interactifs : piscines naturelles, placard, cabine de DJ

## Musique
Le pack d'extension comporte des chansons ré-enregistrées en Simlish, la langue des Sims :
- "Beautiful Now" de Zedd
- "Coûteux" de l'album Unbreakable Smile de Tori Kelly
- "Run Away with Me" de Carly Rae Jepsen
- "Wake Up" des Vamps

## Réception
Les Sims 4 : Vivre ensemble a reçu une note de 72 sur 100 sur Metacritic, basée sur 16 avis.